# 阿瓜什桑塔什 (波瓦-迪拉尼奥苏)
阿瓜什桑塔什是葡萄牙布拉加区的一个堂区。总面积2.74平方公里，总人口386人，人口密度140.9人/平方公里。